# Последний отсчёт (фильм, 1980)
«Последний отсчёт» (англ. The Final Countdown) — научно-фантастический фильм 1980 года о современном авианосце, переместившемся во времени в 1941 год, в день до нападения на Пёрл-Харбор. Фильм был спокойно встречен зрителями, но в последующие годы обрёл культовый статус среди любителей научной фантастики и военной авиации.

## Сюжет
1980 год, Гавайи, Пёрл-Харбор. Перед отлётом сотрудника Tideman Industries Уоррена Ласки провожает таинственный мистер Тайдман. Ласки прибыл на авианосец «Нимиц» по заданию министерства обороны. Персональная каюта Ласки смежна с каютой командира авиагруппы (КАГ), который пишет книгу по военной истории. Ласки, рассматривая рукописи, не замечает вошедшего командора, между ними происходит ссора, и отношения натягиваются.
После прибытия Ласки на корабль начинают происходить странные вещи. Сначала неожиданно быстро меняется погода, поднимается ветер и начинается дождь, в то время как утренние сводки свидетельствовали о ясной погоде. Затем ухудшается радиосвязь. Сама буря имеет странные свойства, с которыми прежде не сталкивались метеорологи. На палубу в экстренном режиме готовятся посадить пилота-новичка. В этот момент корабль попадает в бурю, которая быстро заканчивается штилем и ясной погодой. Пилота-новичка сажают, но странности не кончаются. Эсминцы сопровождения не обнаружены и не отвечают, не отвечает и штаб флота. На радарах пусто, хотя до бури имелись отметки. В воздух поднимаются самолёты-разведчики и самолеты ДРЛО. Капитан собирает совещание, но странности только добавляются, не объясняя происходящее. По радио удается поймать передачу в старинном стиле с участием известного комика 1940-х гг. Выдвигаются различные варианты от грандиозной шутки до третьей мировой войны.
В это время (в 1941 году) сенатор Самюэл Чэпмэн совершает морскую прогулку на яхте, обсуждая политику со своим другом. Яхта обнаружена с авианосца «Нимиц», и на опознание посылают звено истребителей F-14. Но яхту подвергают обстрелу два истребителя Mitsubishi A6M Zero и прямо на глазах у летчиков F-14 расстреливают гражданских. Капитан приказывает сбить Zero, и в скоротечном бою современные самолёты одерживают верх, доложив о том что один из пилотов Zero и два человека с яхты выжили. Терпящих бедствие доставляют на корабль.
Тем временем на корабле прослушивают трансляцию боксёрского матча, закончившегося 40 лет назад, и новости о боях под Москвой. Капитан Йелланд открыто заявляет Ласки в недоверии и возможном умалчивании информации известной лишь Ласки. Как бы в оправдание Ласки просит принести архивные фотографии из каюты командира авиагруппы, и сравнивает их с фото, сделанными самолётом-разведчиком RF-8, фото оказываются абсолютно идентичными. На одной из фотографий моряки с изумлением видят неповреждённый линкор «Аризона», потопленный японцами и превращённый после войны в мемориал. Прибывают спасательные команды с поднятыми из воды людьми. Пилотом истребителя Zero оказывается японец, а в двух других узнают сенатора Самюэля Чэпмэна и его секретаршу. Допрос японского пилота и разведданные подтверждают теорию о перемещении во времени.
Команда офицеров разделяется на две стороны, одной из них кажется недопустимым изменять историю, другие полны решительности нанести удар и спасти Пёрл-Харбор, выполнив назначение корабля. Капитану Мэтью Йелланду предстоит сделать выбор: нанести удар по японскому имперскому флоту, изменив ход истории, или оставить всё как есть.

## В ролях
- Кирк Дуглас — капитан Мэттью Йелланд
- Мартин Шин — Уоррен Ласки
- Кэтрин Росс — Лорел Скотт
- Джеймс Фарентино — командир авиакрыла Ричард Т. Оуэнс / Ричард Тайдман
- Рон О’Нил — коммандер Дэн Турман
- Чарльз Дёрнинг — сенатор Сэмюэл С. Чэпмен
- Виктор Мохика — Black Cloud
- Джим Колеман — лейтенант Перри
- Сун-тек О — Симура
- Джо Лоури — коммандер Дэймон
- Элвин Инг — лейтенант Кадзима
- Марк Томас — морской капрал Куллман
- Гарольд Бергман — Беллман
- Дэн Фицджеральд — врач
- Ллойд Кауфман — лейтенант-коммандер  Кауфман

## Производство

### Съёмки
Основные съёмки проходили на авиабазе Ки-Уэст (Naval Air Station Key West)  и военно-морской базе Норфолк, а также в районе архипелага Флорида-Кис. Сцены в Перл-Харборе состоят главным образом из архивных кадров.

### Самолеты, задействованные в съемках
- Aichi Val replica (в качестве базы для реплики был использован Vultee BT-13 Valiant)
- Grumman F-14 Tomcat
- Grumman E-2 Hawkeye
- Grumman A-6 Intruder
- LTV A-7 Corsair II
- Mitsubishi A6M Zero replica (в качестве базы для реплики был использован North American T-6 Texan)
- Nakajima Kate replica (в качестве базы для реплики был использован North American T-6 Texan)
- Sikorsky SH-3 Sea King
- Vought RF-8G Crusader
- RA-5C Vigilante (в эпизоде)

## Награды и номинации
- Премия Академией научной фантастики, фэнтези и фильмов ужасов «Сатурн» 1981 г.

Номинация (2):
- Лучший научно-фантастический фильм.
- Лучший киноактёр.

## Релиз
Последний отсчёт был выпущен в кинотеатрах США 1 августа 1980 года.